# Castello di Quéribus
Il castello di Quéribus è un castello cataro della regione della Linguadoca-Rossiglione, penultima fortezza a cadere in mano francese nell'agosto 1255. Si trova nel comune di Cucugnan.

## Storia
Il sito viene citato per la prima volta nel 1020 come Popia Cherbucio. Cadde in seguito sotto i domini della Contea di Barcellona. Nel 1162 fa parte dei possedimenti del Regno d'Aragona, ma dieci anni dopo, nel 1172, entra nei possedimenti della Contea del Rossiglione; infine, alla fine del XII secolo, entrò nei possedimenti del conte di Fenouillèdes.
Durante la prima parte della guerra ricordata come crociata albigese Queribus rimane in disparte, assumendo invece un ruolo importante dal 1215 in poi. Nel 1241 vi morì Benoit di Termes, il decano cataro di Razès. In questo periodo signore di Quèribius era il temerario Chabert di Barbera, che tuttavia, dopo un lungo guerreggiare, finì catturato e imprigionato dalle forze reali nel castello di Aguilar dal suo vecchio alleato Olivier di Termes. A quel punto la caduta della roccaforte era solo questione di tempo, e difatti nell'agosto del 1255, sotto il comando di Pierre di Auteuil, le forze reali ne presero possesso.
Il castello sorge su una formazione rocciosa, a circa 728 metri di quota, in posizione tale da sorvegliare il passo di Grau de Maury. Le fortificazioni, suddivise su tre differenti livelli, sono in parte del XIII secolo e in parte del XVI, quando il castello venne rimaneggiato. Poco o nulla sappiamo dell'originale castello cataro.
Come altre fortezze catare, anche Queribus fu ricostruita in funzione anti-aragonese, e rimase fino alla fine del Settecento possesso diretto della Corona di Francia, che vi tenne una guarnigione.
Nel Novecento vi furono effettuati vari interventi di restauro, facendo di Quéribus uno dei castelli catari meglio conservati.

## Caratteristiche
Partendo dal livello più basso troviamo una prima cortina con feritoie e l'ingresso al castello. Salendo quindi lungo l'angusto sentiero vi si trova la seconda cortina, posta a difesa di alcune strutture e varie cisterne: essendo la fortezza posta in cima ad un cocuzzolo roccioso, l'unico approvvigionamneto idrico possibile, comune a molti altri castelli catari, era l'acqua piovana. Anche la seconda cortina mostra varie feritoie, rivolte anche verso la valle per controllare la via per il valico.
Nel terzo livello troviamo il dongione poligonale, probabilmente del XIII secolo, con mura alla base spesse quasi 4 metri. All'interno vi è una grande sala con volta ogivale alta 7 metri. Attorno al dongione, una cortina racchiude il cortile contenente un'ulteriore cisterna per l'acqua nonché altre piccole strutture.